# Ягмин, Юзеф
Юзеф Ягмин (пол. Józef Jagmin; 1810 — 31 августа 1877, Болгария) — польский офицер, участник ноябрьского и январского восстаний в Российской империи, эмигрант и организатор «Польского легиона в Османской империи в ходе Русско-турецкой войны (1877—1878).
Принимал участие в Польском восстании 1830 года в Литве под командованием генерала Дембинского. После подавления восстания эмигрировал во Францию. В августе 1848 года в составе польского легиона Юзефа Высоцкого в венгерской армии участвовал в венгерском восстании против Австрийской империи, в том числе в боях близ Сольнка и Хатвана.
После разгрома Венгерского восстания в августе 1849 года эмигрировал в Османскую империю, где жил в Константинополе. В качестве майора служил в  сформированном из поляков турецком полку «Султанских казаков» генерала В. Замойского во время Крымской войны, после чего выехал Францию. 
В 1863 году принимал участие в очередном польском восстании в качестве командира отделения в Люблинском крае. При этом в Польшу ему пришлось пробиваться с боем в составе отряда Зигмунта Милковского через румынскую территорию, так как румыны, сочувствуя России, не хотели пропускать отряд. После разгрома восстания вновь эмигрировал в Турцию. В ходе Русско-турецкой войны 1877—78 годов пытался создать и возглавить очередной Польский легион в Турции. Легион не удалось сформировать полностью, а отдельные его подразделения сражались с русской армией в Болгарии и на Кавказе. В Болгарии легион понёс большие потери в битве при Ески-Загре. Сам Юзеф Ягмин скончался от ран, полученных в этом бою.